# Vratěnín
Vratěnín är en ort i Tjeckien.   Den ligger i regionen Södra Mähren, i den södra delen av landet, 160 km sydost om huvudstaden Prag. Vratěnín ligger 469 meter över havet och antalet invånare är 291.
Terrängen runt Vratěnín är platt, och sluttar österut.Runt Vratěnín är det ganska glesbefolkat, med 40 invånare per kvadratkilometer. Närmaste större samhälle är Jemnice, 12,9 km norr om Vratěnín. I omgivningarna runt Vratěnín växer i huvudsak blandskog.